# 食器

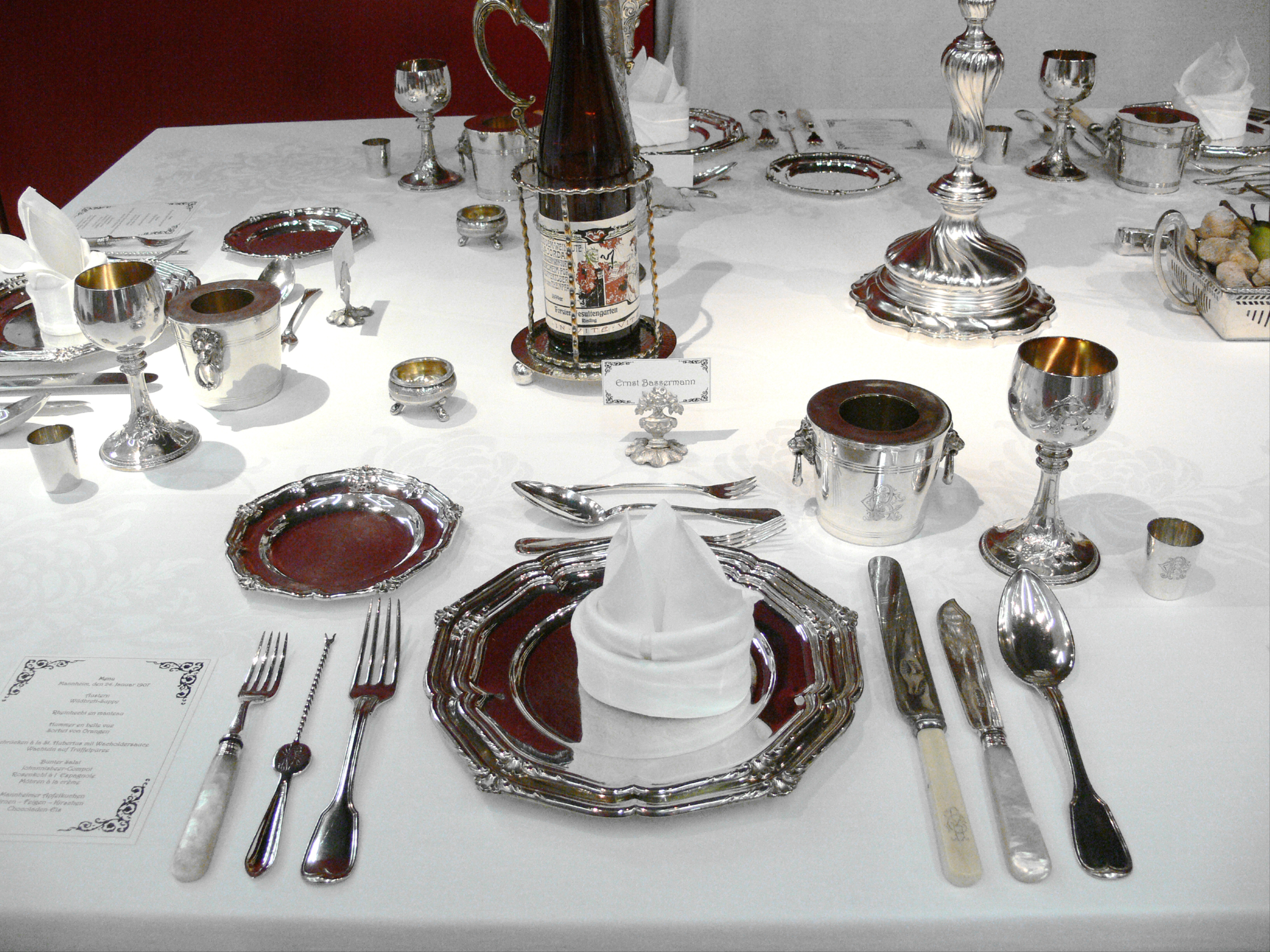
各種洋食器

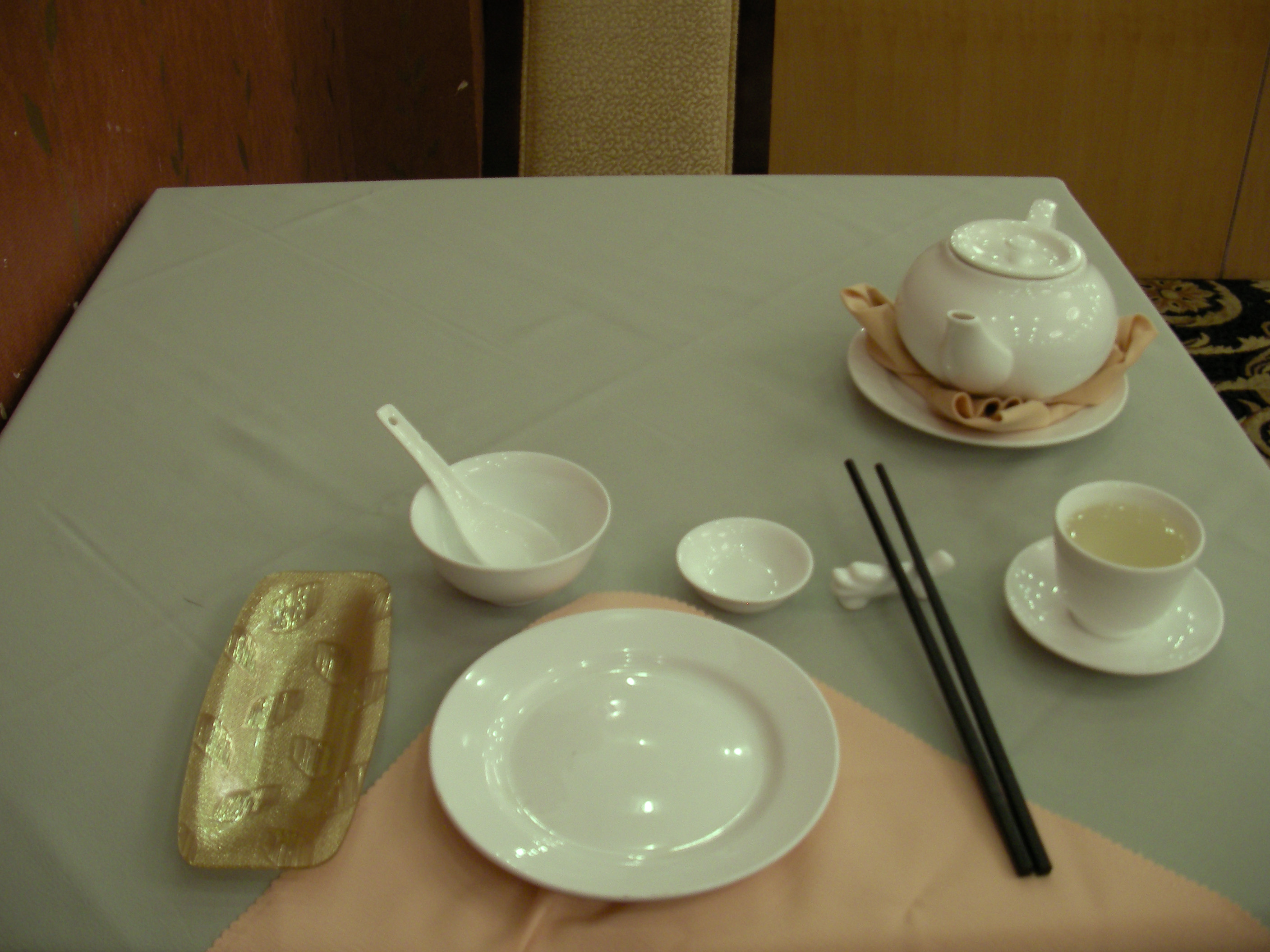
中華料理の食器

食器（しょっき）とは、食事に用いる容器や器具の総称で、容器については単に器（うつわ）と呼ぶ場合もある。
菜箸や鍋といった調理の際に用いる器具や容器は、調理器具として通常は食器の範疇に含めないが、食事中も卓上で用いられるものに関してはその限りではない。また、テーブルや椅子といった家具は食器ではないが、和食における膳や、洋食においてパンなどを直接乗せる布、ランチョンマットなどは食器の範疇に含まれることがある。抹茶や煎茶に用いる道具は、茶器または茶道具、飲酒に用いる道具は酒器とも呼ばれ、これらを食器とは区別して用いる場合もある。また、携帯や輸送、保存の為の容器で直接、食事の際に利用するもの（水筒、缶飲料の缶、ペットボトル、包み紙）なども広い意味での食器であるが、通常はこれを食器の範疇に含めない。
食文化の違い、食品・食材の違いによってさまざまな食器が存在する。日本では和食器・洋食器に大別されることが多く、洋食器はさらにガラス食器と陶磁器のチャイナなどに分かれる。

## 食器の一覧

### 和食器
和食における食器。

#### 皿

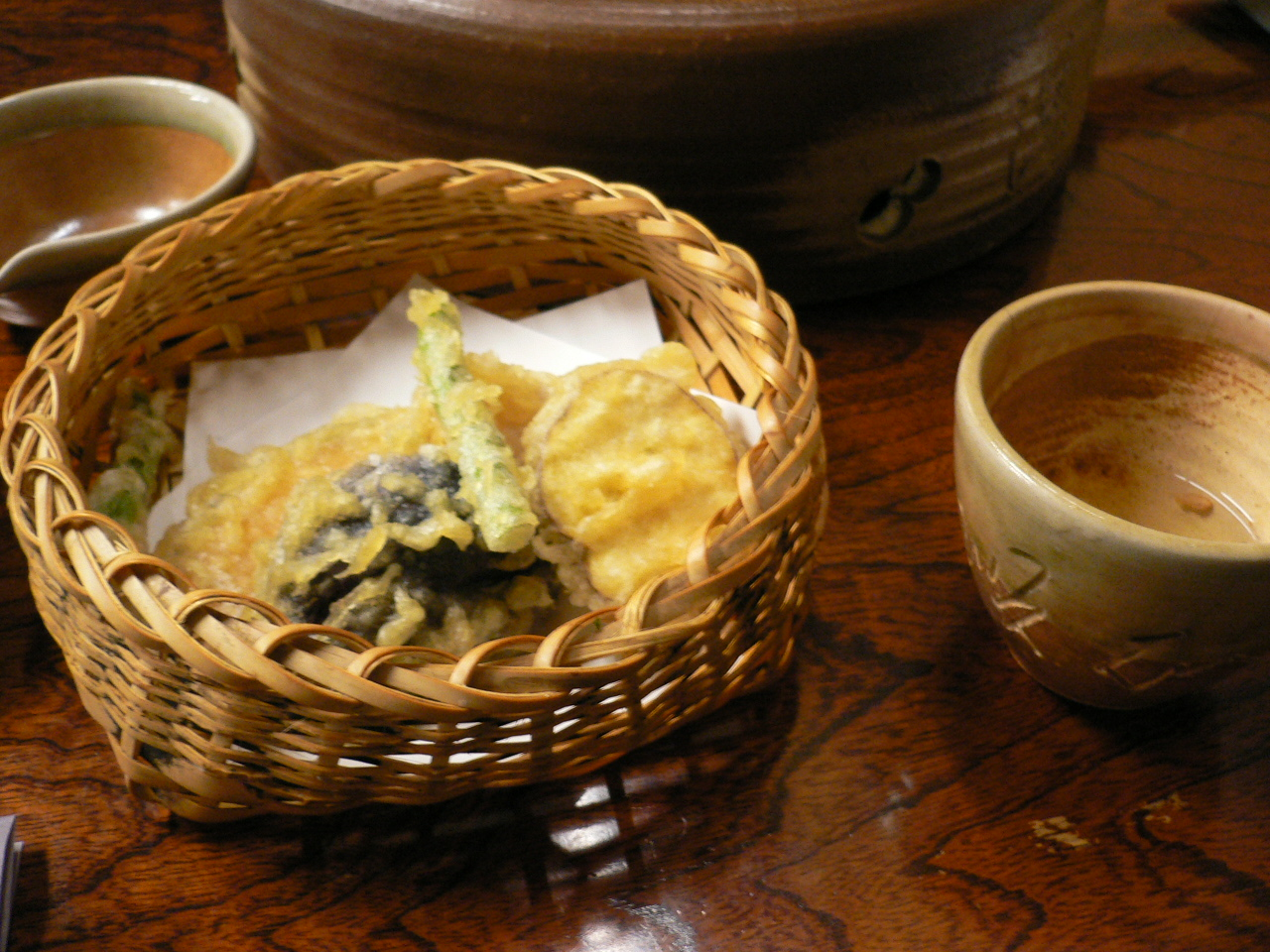
籠

椀や鉢よりも浅く、低い食器。後述の椀よりも汁気の少ない料理を入れるのに用いられる。皿も参照。
- 大皿 - 25 cm以上のものを指すが、尺皿と呼ばれる30 cmのものが一般的[1]。「大皿料理」などと用いられる場合には複数人が食べるための料理が盛られる皿を意味する。
- 中皿 - 大皿に比べ、形、色、絵柄が豊富である。五寸皿、六寸皿、七寸皿が該当し、15 cmから22 cm程度[2]。分割されているプレート皿もあり、洗物を減らせるメリットがある。
- 盛り皿、平皿： 造りなどを盛るのに用いられる平らな皿。円形の他、長方形や多角形など様々な形状のものがある。
  - 長角皿、長皿、かわら皿： 和食において焼き魚や刺身を乗せるのに用いられる長方形の平たい皿。和食においては例外的に手に持たず、膳に置いたまま使用される。かわら皿は長角皿で全体に緩やかなそりの入ったもの。
  - 刺身皿： 長角皿が多いが、大型の丸皿やデザインの工夫された皿、隅に醤油を入れる仕切り付きの皿もある。
  - 板皿： 盛台と同義、もしくは盛台の形状を模した陶磁器の皿を指す。
- 盛台、板、塗り板: 汁気のない料理を盛りつける平らな食器。食材の匂いや色が移らないように漆塗りやカシュー塗りのものが多い。無垢の板では素地で食材の匂いや色が移らないように大葉・ダイコンのツマ（ケン）・海草などを敷いて用いる。
  - 寿司盛台： 寿司を乗せるのに用いられる盛台。寿司下駄などとも呼ばれる。
  - 八寸皿（八寸）: 直径寸法が尺貫法による八寸である約24 - 25cmの皿のことで、数種類の前菜的な酒の肴を盛るのに用いられる。転じて、そうした料理の名称（八寸皿料理の略）としても用いられる。本来は縁が付いた杉のトレーで、元々は使い捨てであった。
  - 籠（かご）: 汁気のない料理を盛りつける食器で竹製のものが多く、素地・煤竹・塗りものがある。
- 小皿 - 10 cmから15 cm[3]
  - 取り皿、銘銘皿（銘々皿）: 英名はmonkey dish。複数人が食べる料理が盛られた食器から、各自の料理を取り分けるための小皿。
和食器においては大きさが三寸 - 四寸内外。
自分の食べる量だけを取り分けることができ、他の料理の味が混ざらないように料理ごとに複数の皿を用意することがある。
複数の人が食べる為の料理が盛られた大皿・中皿から直接料理を取って口に運ぶ事を直箸（じかばし）と言い、正式な和食ではこれを作法に反するとして、各自が取り皿を用いる。会食においては給仕が取り分ける場合もある。
  - 手塩皿（御手塩）、たれ皿、醤油皿、千代口、豆皿: 直径二寸内外の皿。小皿よりも更に小さい皿。薬味を入れる皿としても用いられる。
刺身や餃子・シュウマイなどで醤油やタレ、薬味などの少量で用が足りる調味料を入れ、料理を浸して調味するのに用いる皿。空の状態で食卓にあげられ、醤油瓶などから各自が適量を注いで用いられることが多い。その際、料理が深く浸るほどの多量の調味料を入れることは無作法とされる。深くたれ汁に浸す料理の場合は、呑水 (食器)（とんすい）などの小鉢や蕎麦猪口などの深さのある食器が用いられる。餃子専用の中皿や刺身皿、寿司千代口などにはたれ皿を兼ねた仕切りやくぼみの付いたものがある。
  - 薬味皿： 薬味を盛る為の小振りの皿で、複数の薬味を入れるために幾つかの窪みや仕切りがあるものや、たれ皿と兼用になっているものがある。
  - 向付皿、突出し皿： おひたし、刺身、酢の物、和え物といった向付や突出しを盛るため小振りの皿。向皿や単に向付と呼ぶ事もある。
- 葉: 元来、食器として用いていたが、現代では入手が難しくなり一部の葉では食器よりも高価になった。汁気の多いものであっても漏らない様に、幅広く厚みがあり丈夫な形状のものが多く用いられる。皿だけでなく、包むことで弁当箱や蒸し器として用いられたり、料理や食材の仕切りや飾りつけとしても用いられる。
  - 葉蘭（ハラン）: 百合科植物。一般にバランと呼ばれることが多く、葉蘭、婆蘭、馬蘭の字を当てることがある。隈笹の葉の縁が白っぽい帯状であるのに対して葉蘭は葉全体が緑色。食べ物の仕切りや中敷、皿の上に葉蘭に料理を載せて彩りを兼ねて出すことがある。隈笹に比べてしなやかさが多い。
  - 隈笹（クマザサ）: 稲科植物。バランとして葉蘭の代用にすることが多い。押し寿司・ちらし寿司などで段々重ねの仕切りとして用いたり、笹の上に料理を載せて彩りを兼ね、笹が持つ殺菌力を生かして利用される。握り寿司ではガリや刺身、寿司などを載せる。中に餡が入った草餅を隈笹でくるみイグサで縛ったものが笹団子で、両手の平で回すように揉むと葉がきれいに剥がれやすい。
  - 竹の皮（タケノコの皮）: 敷いて食器として用いるより包むことで用いられることが多い。
  - 柿の葉: 殺菌力を生かせ、葉に厚みがあり、丈夫であるため柿の葉寿司に用いられる。
  - 朴葉: 大型のホウノキの葉を生かして包むことに用いられることが多く、朴葉味噌では包んだまま焼くことにも用いられる。
- 懐紙: 和装において懐中にいれておき、複数用途に用いられる和紙。茶道においては取り皿の代わり、揚げ物では揚げ油の吸い取る。塗り板の上に敷いて料理を載せ、塗り板の色と一般に白である懐紙との色の対比を引き立たせる役目を担う[4]。

#### 椀
大別して飯椀と汁椀、盛椀の三種類がある。木製のものには木偏の椀、陶磁器製のものは石偏の碗、金属製のものには金偏の鋺の字を用いる。円形で底部が湾曲しており、片手で持ち上げることのできるものを椀または碗と呼ぶ。
蓋付きのものもあり、椀の縁に口を付けて食することもある為、椀の口径より狭い径の蓋が付くものが一般的である。
- 茶碗
  - 飯椀（御飯茶碗) - ご飯を盛るための椀。大型のご飯を盛る容器としては丼があり、これは鉢に属するが、飯椀との区別が曖昧な形状のものもある。蓋ありと、蓋無しがある[6]。
    - 夫婦茶碗 - 夫婦で使用するための大小二つ一組になった茶碗のこと。洋食器のペアグラスなどが同形の食器の組み合わせなのに対し、夫婦茶碗は男女の食事量の違いを考慮して同じデザインでも大きさが異なることが一般的である。他に、夫婦湯呑茶碗や夫婦箸などもある。

  - 茶漬け茶碗 - 茶漬け用の茶碗。
  - 蒸し碗 - 口径が広く、浅い形で蒸し物や煮物を入れる蓋向（ふたむこう）と、茶碗蒸し用の蒸し茶碗がある[7]。
- 湯呑み茶碗
  - 湯呑（ゆのみ）- 湯呑のうち、口径よりも高さが低いものは汲出し湯呑（または汲出し茶碗）、あるいは単に汲出しと呼ばれる。円筒形で縦長のものを長湯呑ということもある。
  - 煎茶碗 - 煎茶をのむ、やや大きめの茶碗。飲み口が外に反っている。
  - 抹茶碗 - 抹茶をのむ、大きめの茶碗。
- 汁椀 - 汁ものを入れる為の椀。持ち手に熱を伝えない為、漆器が一般的で、蓋付きのものも多い。ご飯でも、漆器が好きな人もいる。汁は椀の口に口を付けて飲むため、湯呑やコップのように飲みやすい形状の縁取りがなされるが、具材は箸でも扱われる為、湯呑やコップより広い開口部を持つ。主に味噌汁に使われるが、雑炊・豚汁・水団の碗は一回り大きい。
  - 雑炊椀
  - 多用碗
- 盛椀: 主に煮物など、汁物ではないが汁気の多い料理を盛る椀。
- 竹椀: 竹を輪切りにして作成した椀で、盛り椀や蕎麦猪口などとして用いられる。意匠として竹椀の形状を模した陶磁器の椀もある。竹は他に、縦に割って皿として用いられることもある。

#### 鉢
皿よりも深く、椀よりは浅い、広く口の開いた器を指す。大きさで大鉢、中鉢、小鉢と分けたり、形で深鉢、平鉢、浅鉢と分けたり、または用途で盛り鉢、向付（むこうづけ）と呼ぶことがある。
- 丼鉢 - 主に飯や麺類を盛るための鉢。（飯を盛った料理は丼物も参照）
- 呑水（とんすい）
- 深鉢
- 小鉢
- 向付鉢 - おひたし、刺身、酢の物、和え物といった向付や突出しを盛るため小振りの鉢。向鉢や単に向付と呼ぶ事もある
- 菓子鉢、菓子器（ヤンポ）

#### 杯
盃とも書く。盃を参照。主に酒を注いで飲む小さい器。
- 猪口（ちょく、ちょこ） - 酒を注ぎ入れて飲む小さな器。あるいは本膳料理につく、刺身、酢の物などを盛る小さくて深い器。
- 蕎麦猪口

#### 瓶（びん）

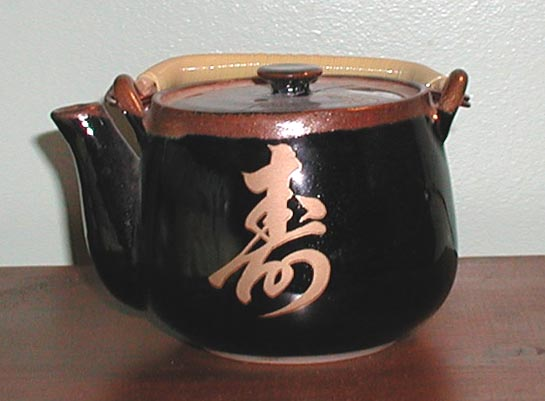
土瓶

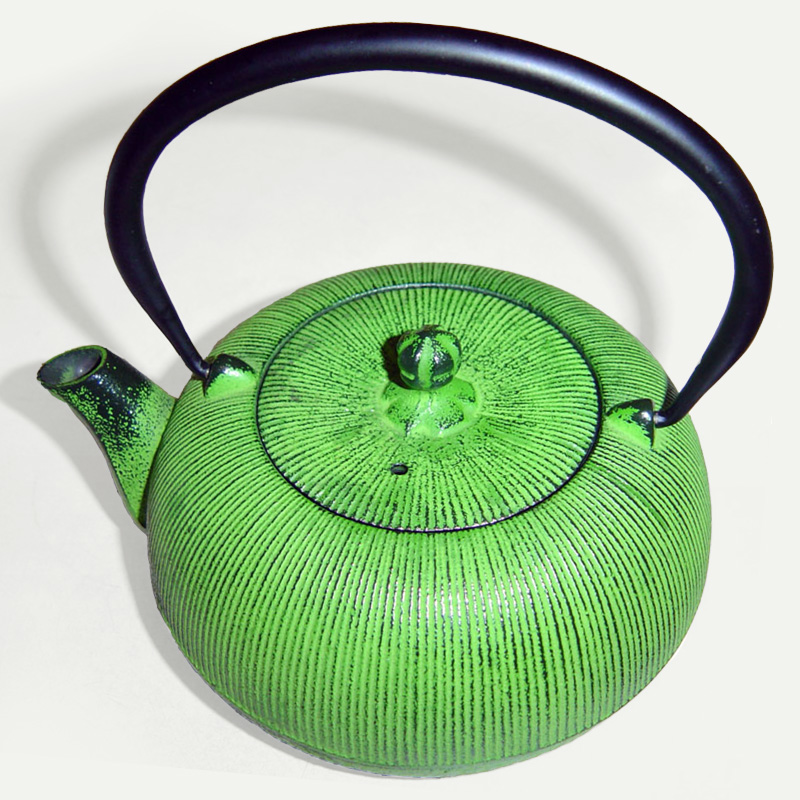
鉄瓶

瓶を参照。主に飲料を入れるための容器。
- 土瓶
- 鉄瓶

#### 箱
一般に木製で作られた四角い容器の総称で、漆塗りの上に蒔絵・螺鈿などの装飾が施されているものもある。中には紙製のものや陶磁器のものもある。形状は四角が一般的であるが、円形や六角形、八角形のものもある。
- 重箱: 重箱（じゅうばこ）とは、二重から五重に積み重ねられた、料理を入れる箱であり、四季を表す四重の箱が正式とされる。
- 弁当箱: 弁当を入れるための箱。仕切りが設けられ、その中に小鉢等を収める事もある。松花堂弁当では中に四つの小鉢が収まる様に十字の仕切り板が設けられた弁当箱を用いる。

#### 鍋
鍋を参照。鍋は調理器具であるが、食器として食卓に供されることもある。特に、食卓で加熱しながら食事する「鍋料理」は和食を含め東アジアでは一般的な食事のスタイルである。

#### 蒸器、蒸籠（せいろ）、ざる
蒸器を参照。蒸器は調理器具であるが、料理を温かいまま食卓に供する、香りや風味を逃さない、具材を崩さないなどの目的でそのまま食器としても用いられる。特に蕎麦は、かつて蒸して調理していたことの名残として現在も形式的に蒸篭に盛って供されることも多い。

#### 箸
- 箸
  - 塗箸
  - 菜箸
  - 箸置き
  - 箸立

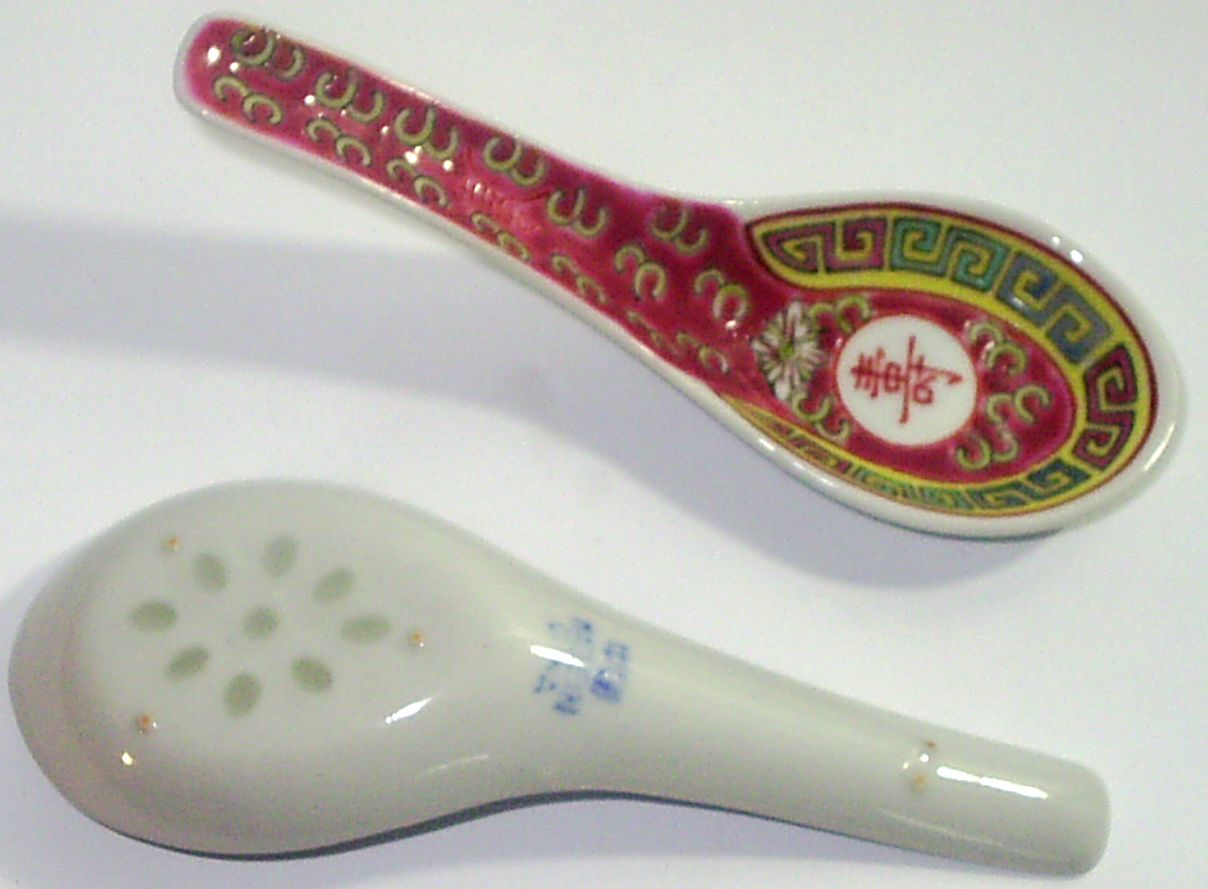
レンゲ

  - 折箸: 一本の竹を折り曲げピンセット状にした道具。現在の箸の原型ともされ、現在では神事などに用いられている。
  - 割り箸

#### 串
- 楊枝:　爪楊枝を参照。
  - 黒文字: 菓子を切り分け口に運ぶ際に用いる幅広の楊枝。

#### 匙
- 散蓮華（レンゲ）、柄杓、木杓子
- 箆（へら）、一本箸、こて、しゃもじ

#### 膳、盆
膳を参照。膳とは一人前の料理を載せる台のこと。盆は広く平らな容器を意味し、足の有無などによって膳と区別されるが、座卓においては会席膳と呼ばれる盆に似た形状の膳が用いられる。洋食における盆（トレー）が主に調理場から食卓まで料理を運ぶのに用いられるだけなのに対し、膳はそのまま食事中も食器の台として用いられる事が特徴的である。膳は和食における伝統的な食事のスタイルであり、しばしば膳一語を持って食事そのものを意味したり（例「朝の膳」、「膳部」、「配膳」など）、茶碗に盛られたご飯の数え方の単位としても用いられる（一膳）。膳が各人一人前の料理を乗せた台である事を強調する意味では、銘銘膳という語が用いられることもある。
- 箱膳: 膳の上に複数の料理や食器を並べながら重ね合わせ（スタッキング）できるように脚が膳の大きさの中に納まる形状をしている。
- 会席膳： 座卓で用いるための盆に似た形状の浅い膳。

#### 酒器
- 瓶子　銚子
瓶状の物を瓶子、ハンドルの付いた物を銚子（ちょうし）と云う。徳利（とっくり）、片口（かたくち）、さしなべ
- 燗瓶（かんびん）、チロリ、黒千代香
- 杯、盃、ぐい呑、酒呑（さけのみ）
猪口（ちょく）は本来は向付であり、酒器は杯（はい、さかづき）と云う。可盃（べくさかずき）
- 桝、枡
- 盃洗

#### 茶器

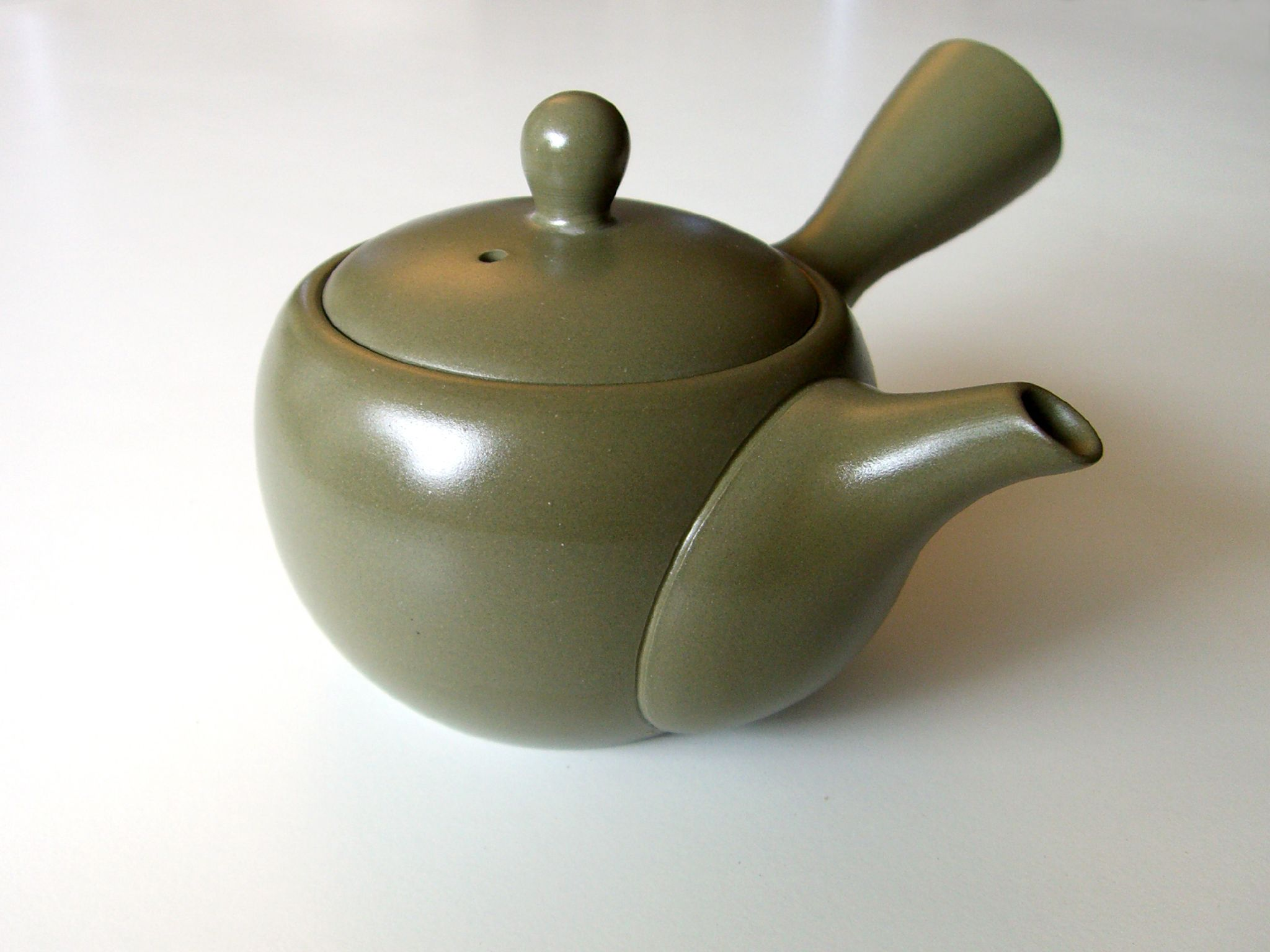
急須

茶器とは、抹茶や煎茶に用いる道具の総称。茶道具とも。茶器を参照。中国における茶器については中国茶器・中国茶具を参照。
- 急須
- 湯冷まし
- 汲出し、茶托、茶壺、薄茶器、茶入、棗 (茶器)
- 茶壷（ちゃふう）
  - 紫砂壺
- 蓋碗（がいわん）
- 茶海（ちゃかい）
- 茶杯（ちゃはい）、聞香杯（もんこうはい）（或いは飲杯と聞杯）
- 茶托、茶盤、茶船、茶盂、水盂、茶巾、茶荷

### 洋食器
洋食における食器。

#### 形状による分類
- カトラリー (Cutlery) : 洋食器のうち食卓用金物の総称で、フォーク・ナイフ・スプーンを指すことが多い。銀製や金製、ステンレス製、プラスチック製、木製のものなどがある。なお、広い意味では給仕に用いられる金物類も含む。
  - フォーク
    - デザートフォーク

  - ナイフ
    - ディナーナイフ
    - バターナイフ

  - スプーン
    - ティースプーン
    - デザートスプーン
    - テーブルスプーン
    - スープスプーン
    - バー・スプーン
    - スポーク（先割れスプーン）
- ディッシュ：  盛り皿。大皿。鉢。取り皿であるプレート (plate) に対し、食べ物を盛って食卓に置く大皿を指す。
- プレート (plate) ： 幅が広く、平らで窪みの少ない皿。ソーサーやプラッターを含む皿類の総称だが、単にプレートといった場合、主に様式的、儀式的、装飾的な食事に用いられる円形の平皿を指す。銀製のものは特にシルバープレート、あるいは単にシルバーと呼ぶ。
- アンダープレート (under plate) ： 様式的、儀式的な食事において、料理を盛った皿の下に置かれる台皿。コース料理においては、アンダープレートはテーブルに置いたまま、上に乗った皿だけが取り替えられる。
- プラッター (platter) ： 大皿。複数人用の料理を盛り付けるのに用いられ、しばしば装飾的な目的で果物などを飾りつけるのにも用いられる。楕円形のものが多く、円形、長方形、正方形のものなどがある。材質は金属や陶磁器、プラスチックなどがあり、様式的な食事においては銀製（特に高価なものは金製）のプラッターが用いられる。
- ソーサー (saucer) ： 小型の皿。ティーカップやコーヒーカップの受け皿として用いられる。皿の表面はカップの底が当たっても傷つかないように、丈夫な形状であることが求められる。
- スープ皿 (soup plate) : スープを入れるための深さのある皿。より深いものはスープボウル（スープ鉢）やスープカップとなるが、様式的な食事ではスープ皿が用いられる事が多く、スプーンを使って食される。汁気の多いスープでは円形で窪みのあるもの、具が多く汁気にとろみのあるものでは楕円の深皿などが多い。シチュー皿とも。
- カレー皿: 日本ではカレーのソースとライス（米飯）が混ざらないように隔てのあるもの、楕円の深皿でソースボート（カレーソースを入れる器）と組みで用いるもの、平皿などがある。シチュー皿として用いることもある。平皿の場合は総じてシチュー皿に比べて高さが低い。
- グラタン皿 : シチュー皿に似るが、オーブンに入れられる様に耐熱性を重視し、分厚く長円形のものが多い。
- ステーキ皿、鉄板 ： 鉄製でコンロやオーブンで熱した状態で用いられる皿で、通常は木製の台皿などと組み合わせて用いられる。   
  - ボウル（サラダボウル、スープボウル、パンチボウル）
  - フィンガーボウル
  - シュガーボウル : 砂糖や角砂糖を入れる主に蓋付きの容器。シュガーポット、シュガーボックスとも。
  - カフェオレボウル - スープボウルとも。
- ドリンクウェア : コップなどの飲料に用する食器。
  - コップ（カップ）
    - ティーカップ
    - コーヒーカップ
    - 氷コップ
    - スープカップ
    - グアンパ

  - グラス : ガラス製のコップ。使用する飲料の種類による適温、適量、飲み口、芳香、スタイルなどの違いに応じて、様々な形状、種類のものが存在する。「グラス」自体がガラス製のコップやゴブレットを意味する語として使用されるが、グラスカップやグラスタンブラー（タンブラーグラス）など、形状を意味する語と組み合わせても用いられる。
    - ワイングラス ： ワインを飲む為の、主に円形で取っ手の無い脚付きのガラス製の容器。ボルドータイプ　ブルゴーニュタイプ等の種類がある。
    - ブランデーグラス : ブランデーを飲む為の、主にワイングラスより幅広で口の広いグラス。
    - リキュールグラス : リキュールを飲む為の、主にワイングラスより小さい形状のグラス。
    - シェリーグラス : シェリーを飲むための、リキュールグラスを一回り小さくしたような形状のグラス。
    - シャンパングラス（クープシャンパン　トールシャンパン　フルートシャンパン）
    - オールドファッションドグラス: ウィスキーなどを飲むためのガラス製の背の低いタンブラー。通称：ロックグラス、OFグラス。
    - ウィスキーグラス : ウィスキーを飲むためのグラス。ロック用のグラスとして知られるオールド・ファッションド・グラスを指す事が一般的だが、シングルモルト用のより小型のものや短い足が付いたものもある。
    - ビアグラス（ビールグラス）: ビール用のグラス。パイント・グラス、ピルスナーグラス、フロートグラス、スニフター、など。
    - カクテル・グラス : 主にショートカクテルを飲む為の逆三角形型をした足付きグラスを指す。それ以外のカクテルに使用する為のグラスでは、コリンズグラスなどそのカクテルの名称を付したものが多い。特に専用のグラスがあるわけではなく、その他の飲料用のグラスで代用される場合もある。

  - マグ ： 取っ手の付いた円筒形のコップ。マグカップは和製英語。ソーサーは付かない。
    - ビアマグ : ビール用のマグ。

  - ジョッキ : 取っ手の付いた寸胴形の容器でマグよりも大きい。ビールジョッキも参照。
  - ゴブレット（カリス）: 脚の付いた杯。取っ手や蓋の付いたものもある。
  - タンブラー : 寸胴型のコップ。タンブラーグラスも参照。
- その他
  - ティーポット ポット#ティーポット
  - ポトスタカーンニク
  - カクテル・ピン
  - クリーマー (creamer) : ミルクやクリームを入れる小型の水差し。ミルクポットとも。
  - バタークーラー - バターを入れる金属製の器。
  - バターピッチャー - 上記と同じく蓋と皿が付いた器。
  - ピッチャー: 取っ手の付いた水差し。ビールなどに用いる。
  - デキャンタ: ワインなどをデカンテーションする際に用いる容器。
  - ジャグ（英: jug）: 広口の水差し。ジョッキも参照。
  - カラフェ : 水差し。ガラス製のコップとセットで用いられるものが多い。
  - アイスペール : 氷入れ。
  - トング : ピンセットのようにパンやパスタなどの食品を挟む道具。向かい合わせにしたフォークで代用する事もある。
  - 布、テーブルクロス、プレースマット（ランチョンマット）、テーブルランナー: テーブルにのせる布であるが、様式的な食事ではその上に直接パンなどを置く事があり、食器としても扱われる。そのため、テーブルクロスの上にハンドバッグなどの食品以外のものを置くことはマナー違反とされる。（前記のものは、単に食事以外の時に装飾的な目的で掛けておくテーブルクロスとは区別される）
  - ドイリー (doiliy)、コースター (coaster)
  - シャンパンクーラー（ワインクーラー）
  - オイスタークーラー
  - サラダボール
  - ケーキスタンド（チョコレートスタンド）
  - キャビアスタンド
  - ビュッフェスタンド
  - オードブルスタンド
  - トップコンスタンド
  - オイスタープレート
  - グレービーボート
  - ソースポット
  - スープウォーマー
  - スープチューリン
  - スープステーション
  - スプリームサーバー
  - おしぼり入
  - ナプキンスタンド
  - レードルスタンド（お玉スタンド）
  - 爪楊枝入れ
  - ウォーターポット
  - アイスカップ
  - ソフトクリームホルダー
  - コップホルダー
  - バナナホルダー
  - パフェカップ
  - ハニーディスペンサー
  - ワインラック

#### 素材による分類
- 陶磁器(セラミック)
  - チャイナ（磁器）: 白磁器のこと。
  - ボーンチャイナ: チャイナのうち、骨灰を用いた乳白色の滑らかな磁器。
- シルバー（銀食器）: フォークやスプーンといったカトラリー類の他、銀皿などもある。銀も参照。洋食店などではステンレス製であっても、カトラリー類全般を総称して慣用的にシルバー（シルバーウェア）と呼ぶこともある。
- ピューター（しろめ）: スズを主成分とする低融点合金。ジョッキやビアマグに用いられる。
- ガラス器: 主に飲料用の容器（グラス）として用いられる。大きく分けてクリスタル製とソーダガラス製に分かれる。その他、耐熱ガラス等。クリスタルは、透明度が高く、装飾が施しやすい特性とその輝きも加わる事から、レストランやパー等で用いられる（バカラ・HOYA等のグラスが代表的）。用途に応じて様々な形状のグラスがあり、また外面には彫刻が施されているものもある。

### 使い捨ての食器
- 紙皿 : 耐水性を高めるために表面コーティングした紙を成形した皿で、使い捨てに用いられることが多く、皿の種類や大きさは多岐にわたる。同様の目的でプラスチック製のものも多く出回っており、また環境負荷の少ない食べられる皿として、トウモロコシを原料とする皿が作られている。これは実際には、回収して家畜の飼料とすることを意図したもので、人が食べても人体への害はないものの、味については考慮されていない。
- 植物の葉
  - バナナの葉 : インド料理（特に南インド）では伝統的なスタイルとして、葉の上に料理を盛ることがある。葉が大きいため汁気の多い料理にも利用できる。
  - ニオイタコノキの葉: タコノキ科タコノキ属の植物はマレーシア料理、タイ料理などで香り付けと、葉の上に料理を盛ったり、ご飯物を包んだりするのに用いられる。
- 紙コップ
- 缶、ペットボトル、紙パック
- 素焼きのコップ ： インドなどでは露天販売の飲料などの容器として
- ストロー ：飲料を飲む際に用いられる細い筒状の道具。プラスチック製が一般的。ストロー (straw) は英語で麦わらの意であり、かつては麦わらを切ったものが利用されていた。
  - ボンビーリャ
- 爪楊枝

- 規制 : 2016年、フランスでは、使い捨てのカップや皿を禁止（制限）する法律が制定。2020年以降、家庭用コンポストで堆肥化できる生物由来素材を50％使うことを義務付けられることとなっている[9]。

## 共用方法による分類
- 共用器 : 複数の人用の料理が盛られる食器。大皿料理における大皿や、鍋料理における鍋など。
- 銘々器 : 食事の際に各人に割り当てられる食器。取り皿やコップ類、和食における膳など。
- 属人器 : 銘々器のうち、食器そのものが特定の人物が使うものとして認識されている食器。言い換えれば、属人器以外の銘々器は、一回の食事ごとに持ち主が定められる一時的な属人器ともいえる。日本や韓国の食文化における特徴のひとつとされ、ヨーロッパや中国では一般的ではない。家庭においてはご飯茶碗や箸などが代表的な属人器とされるが、複数をセットで買い揃える事が多いティーカップやスプーンといった食器は属人器になり難い。一方、洋食器であっても、個々に買い揃えられるマグカップなどは属人器として扱われることが少なくない。

## 素材
- 陶磁器（セラミック）、土器、炻器
- 漆器（漆）
- ガラス（クリスタル・ガラス）
- 金属（鉄、ステンレス、アルミ、銀、銅、真鍮、ブリキ、「ニッケル」、金）
- 石
- 木材、竹、植物、葉、樹皮、実
- 紙
- プラスチック
- 骨、角、貝

## 手入れ
使い捨ての物を除いて、食器は通常、使用後に台所用洗剤などを用いて手洗い、または食器洗い機で洗浄してから保管される。ただし、漆器や高価な陶磁器の場合は、洗剤を用いずに手洗いされるなど、特別な手入れの必要とされる食器もある。銀食器も洗剤で洗ってよいが、硫黄化合物や酸に触れると黒変するので、鶏卵やサラダドレッシングなどに触れると手早く洗い落とすのが望ましく、曇ったものは重曹を少し付けて磨くときれいになる。